# Cinema Paradiso (soundtrack)
Cinema Paradiso (Italiaans: Nuovo Cinema Paradiso) is de originele soundtrack, gecomponeerd door Ennio Morricone voor de film Cinema Paradiso uit 1988 van Giuseppe Tornatore. Het album werd uitgebracht in 1988 door Mercury Records.
De partituur werd uitgevoerd door het Unione Musicisti Di Roma uit Rome. De sounddesigners waren Franco Finetti en Sergio Marcotulli. De muziek won de BAFTA Award for Best Film Music in 1991.
Het album werd aanvankelijk in 1988 uitgebracht in audiocassette-, lp- en cd-formaten; deze eerste versie van de soundtrack bevatte 16 nummers. Vervolgens werd het album in verschillende landen opnieuw uitgebracht in een versie die werd uitgebreid tot 23 nummers.

## Tracklijst
Alle nummers geschreven door Ennio Morricone, tenzij anders aangegeven.

| 1.                 | Cinema Paradiso                               | 2:59 |
| 2.                 | Maturity                                      | 2:18 |
| 3.                 | While Thinking About Her Again                | 1:18 |
| 4.                 | Childhood And Manhood                         | 2:14 |
| 5.                 | Cinema On Fire                                | 2:46 |
| 6.                 | Love Theme (Andrea Morricone)                 | 2:46 |
| 7.                 | After The Destruction                         | 2:02 |
| 8.                 | First Youth                                   | 2:15 |
| 9.                 | Love Theme For Nata                           | 4:05 |
| 10.                | Visit To The Cinema                           | 2:22 |
| 11.                | Four Interludes                               | 1:56 |
| 12.                | Runaway, Search And Return                    | 2:06 |
| 13.                | Projection For Two                            | 2:07 |
| 14.                | From American Sex Appeal To The First Fellini | 3:26 |
| 15.                | Toto And Alfredo                              | 1:20 |
| 16.                | For Elena                                     | 1:52 |
| Totale duur: 37:29 |                                               |      |

| 1.                 | Nuovo Cinema Paradiso                     | 2:57 |
| 2.                 | Maturità                                  | 2:18 |
| 3.                 | Ripensandola                              | 1:15 |
| 4.                 | Infanzia E Maturità                       | 2:13 |
| 5.                 | Cinema In Fiamme                          | 2:45 |
| 6.                 | Tema D'Amore (Andrea Morricone)           | 2:45 |
| 7.                 | Dopo Il Crollo                            | 2:00 |
| 8.                 | Prima Gioventù                            | 2:15 |
| 9.                 | Tema D'Amore Per Nata                     | 4:07 |
| 10.                | Visita Al Cinema                          | 2:20 |
| 11.                | Quattro Interludi                         | 1:55 |
| 12.                | Fuga, Ricerca E Ritorno                   | 2:05 |
| 13.                | Proiezione A Due                          | 2:05 |
| 14.                | Dal Sex-Appeal Americano Al Primo Fellini | 3:25 |
| 15.                | Totò E Alfredo                            | 1:16 |
| 16.                | Per Elena                                 | 1:48 |
| Totale duur: 37:29 |                                           |      |

| 1.                 | Cinema Paradiso (Main Title)                  | 2:30 |
| 2.                 | Maturity                                      | 2:20 |
| 3.                 | Love Theme (Andrea Morricone)                 | 1:33 |
| 4.                 | Childhood and Manhood                         | 2:15 |
| 5.                 | While Thinking About Her Again                | 1:19 |
| 6.                 | Cinema On Fire (Extended Version)             | 3:29 |
| 7.                 | Love Theme (2nd Version)                      | 2:48 |
| 8.                 | Toto and Alfredo                              | 1:42 |
| 9.                 | After The Destruction (Extended Version)      | 4:18 |
| 10.                | Love Theme For Nata                           | 4:09 |
| 11.                | Visit to the Cinema                           | 2:24 |
| 12.                | First Youth                                   | 2:16 |
| 13.                | Four Interludes                               | 1:57 |
| 14.                | Runaway, Search and Ritorno                   | 2:08 |
| 15.                | From American Sex Appeal to the First Fellini | 3:29 |
| 16.                | Love Theme (3rd Version)                      | 3:20 |
| 17.                | Projection For Two                            | 2:08 |
| 18.                | Toto and Alfredo (2nd Version)                | 1:21 |
| 19.                | Bicycle Theme                                 | 0:43 |
| 20.                | Visit to the Cinema (2nd Version)             | 2:04 |
| 21.                | Maturity (2nd Version)                        | 1:16 |
| 22.                | For Elena                                     | 1:51 |
| 23.                | Cinema Paradiso                               | 2:58 |
| Totale duur: 54:18 |                                               |      |

## Personeel
- Marianne Eckstein – fluit
- Baldo Maestri – altsaxofoon
- Enrico Pierannunzi – piano
- Alberto Pomeranz – piano
- Francesco Romano – gitaar
- Franco Tamponi – viool

## Hitnoteringen

### NPO Klassiek Filmmuziek Top 200
| Nuovo Cinema Paradiso in de NPO Klassiek Filmmuziek Top 200 | Nuovo Cinema Paradiso in de NPO Klassiek Filmmuziek Top 200 | Nuovo Cinema Paradiso in de NPO Klassiek Filmmuziek Top 200 |
| Jaar                                                        | 2024                                                        | 2025                                                        |
| ----------------------------------------------------------- | ----------------------------------------------------------- | ----------------------------------------------------------- |
| Positie                                                     | 117                                                         | 127                                                         |

## Prijzen en nominaties
| Jaar | Prijs       | Categorie        | Genomineerde(n)                     | Uitslag  |
| ---- | ----------- | ---------------- | ----------------------------------- | -------- |
| 1991 | BAFTA Award | Beste filmmuziek | Ennio Morricone en Andrea Morricone | Gewonnen |